# Atractodes fumatus
Atractodes fumatus är en stekelart som beskrevs av Alexander Henry Haliday 1838. Atractodes fumatus ingår i släktet Atractodes och familjen brokparasitsteklar. Arten är reproducerande i Sverige. Inga underarter finns listade.